# プロスペロー (衛星)
プロスペローまたはプロスペロ (Uranus XVIII Prospero) は、天王星の第18衛星である。

## 発見と命名

### 発見報告と確定
プロスペローは、1999年7月18日にジョン・J・カヴェラースらによるカナダ・フランス・ハワイ望遠鏡を用いた観測によって発見された。発見は9月4日に国際天文学連合のサーキュラーで公表され、S/1999 U 3 という仮符号が与えられた。なお同じ7月18日には天王星の衛星セティボス (S/1999 U 1)、ステファノー (S/1999 U 2) も発見されているが、この2つの方が先に発見が公表されている。また当初はこれら3つの衛星が確実に天王星の衛星であるという確証は得られず、ケンタウルス族の天体だとしても観測された位置を説明することができた。しかし天王星の見かけの動きと似たケンタウルス族天体はそれまで発見されていなかったため、天王星の衛星である可能性は高いとされた。

### 命名
発見報告後も継続的に観測が行われ、2000年には天王星の衛星であることが確実視された。最終的に軌道が確定したことを受け、2000年8月21日にウィリアム・シェイクスピアの戯曲『テンペスト』の登場人物に因んで命名され、Uranus XVIII という確定番号が与えられた。
プロスペローという名前は、ウィリアム・シェイクスピアの戯曲『テンペスト』の主人公プロスペローに因んでいる。国政を顧みず魔法書ばかり読んでおり、大公にして魔導師となるが、政敵であるナポリ王アロンゾーと結託した自分の弟アントーニオーに国を乗っ取られ、娘のミランダと共に舞台の島に漂着する。

## 特徴
プロスペローの軌道要素はシコラクスとセティボスと類似しており、同じ力学的な集団に属していると考えられる。従って軌道要素の観点からは、これらの衛星は共通の起源を持つことが示唆される。しかし観測されている表面の色には違いが見られ、色の観点からは異なる起源を持つ可能性もあるとされる。プロスペローの色指数は B-V = 0.80、R-V = 0.39 と可視光では中間的 (灰色) でセティボスとは似ているが、淡い赤色を示すシコラクスとは似ていない。